# Forum global de Bakou
Le Forum global de Bakou est un forum traditionnel organisé par le Centre international Nizami Gandjavi depuis 2013 à Bakou, en Azerbaïdjan. 7 forums ont été organisés en 2013-2021.

## I Forum du Caucase du Sud

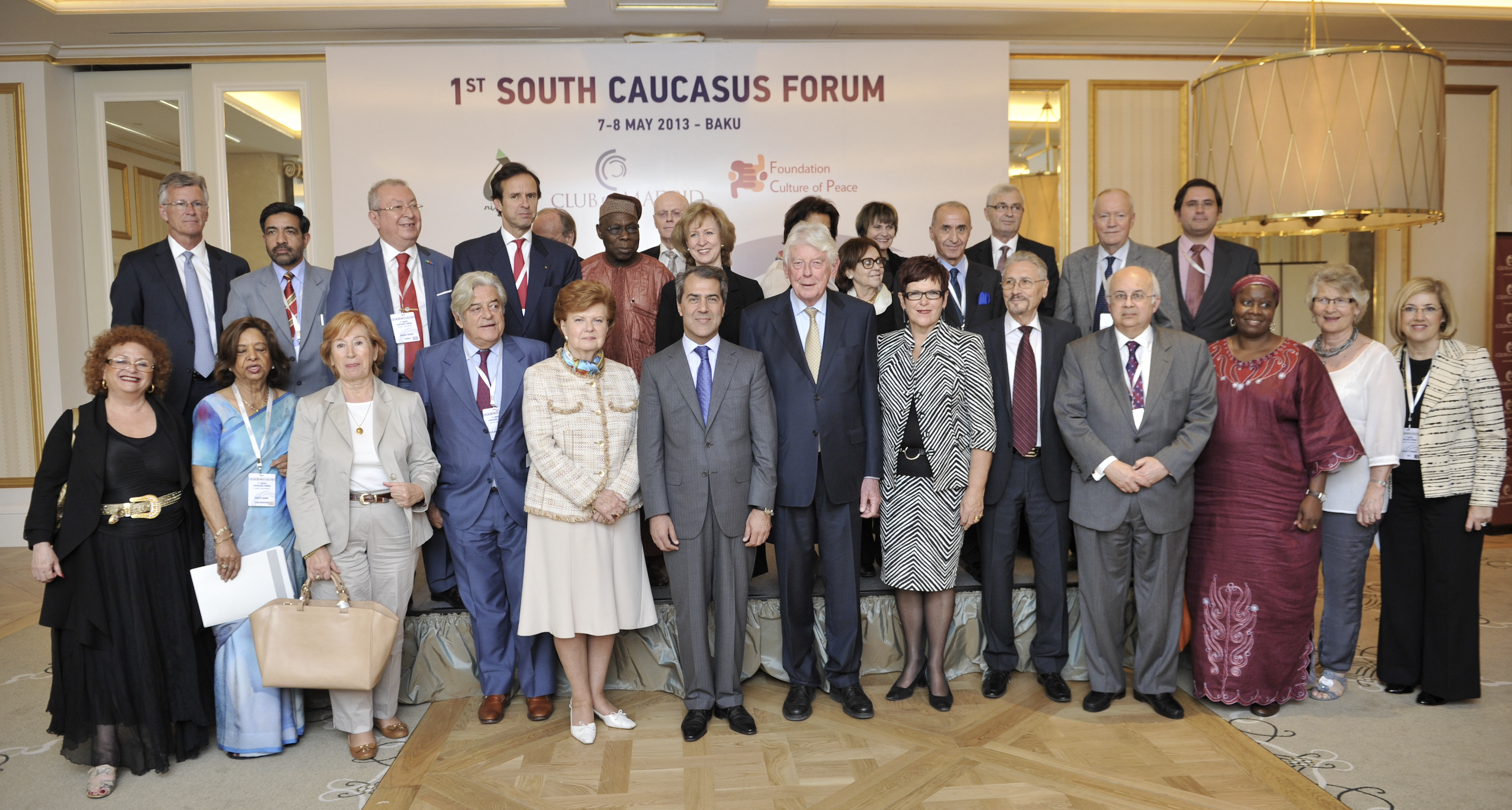
Le premier Forum global de Bakou

Le premier forum du Caucase du Sud sur le thème « Sociétés paritaires et liberté des femmes » s'est tenu les 7 et 8 mai 2013. Les organisateurs du forum étaient le Comité d'État pour le travail avec la diaspora, le Centre international Nizami Gandjavi et le Club de Madrid. Les membres du Club de Madrid, du Centre international Nizami Gandjavi, plus de 300 experts, hauts fonctionnaires, anciens chefs d’Etat et de gouvernement, des scientifiques de différents pays ont participé au Forum.

## II Forum mondial des sociétés ouvertes
Le II Forum mondial de Bakou s'est tenu du 27 au 30 avril 2014 avec le soutien du Comité d'État pour le travail avec la diaspora et l'organisation du Centre international Nizami Ganjavi et du Club de Madrid. L'ancien président de Lettonie, coprésident du Centre international Nizami Gandjavi et vice-président du Club de Madrid Vaira Vīķe-Freiberga, directeur de la Bibliothèque d'Alexandrie, Ismaïl Serageldin, anciens chefs d'État et de gouvernement de Bulgarie, Serbie, Roumanie, Moldavie, Israël et autres ont participé au Forum.

## III Forum global de Bakou

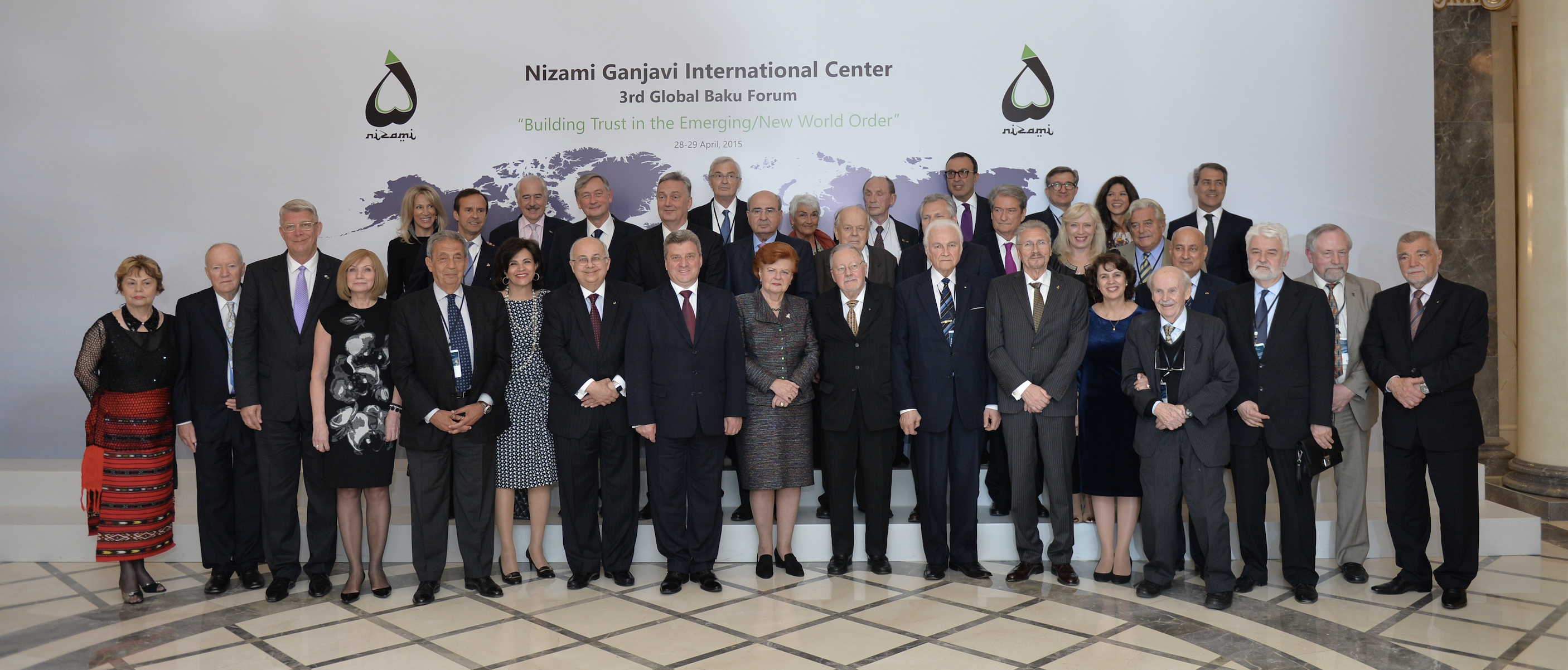
Le III Forum global de Bakou

Le III Forum global des sociétés ouvertes a entamé ses travaux à Bakou le 28 avril 2015. Le Forum est consacré au sujet de "le rétablissement de la confiance dans le nouvel ordre mondial".

## IV Forum global de Bakou

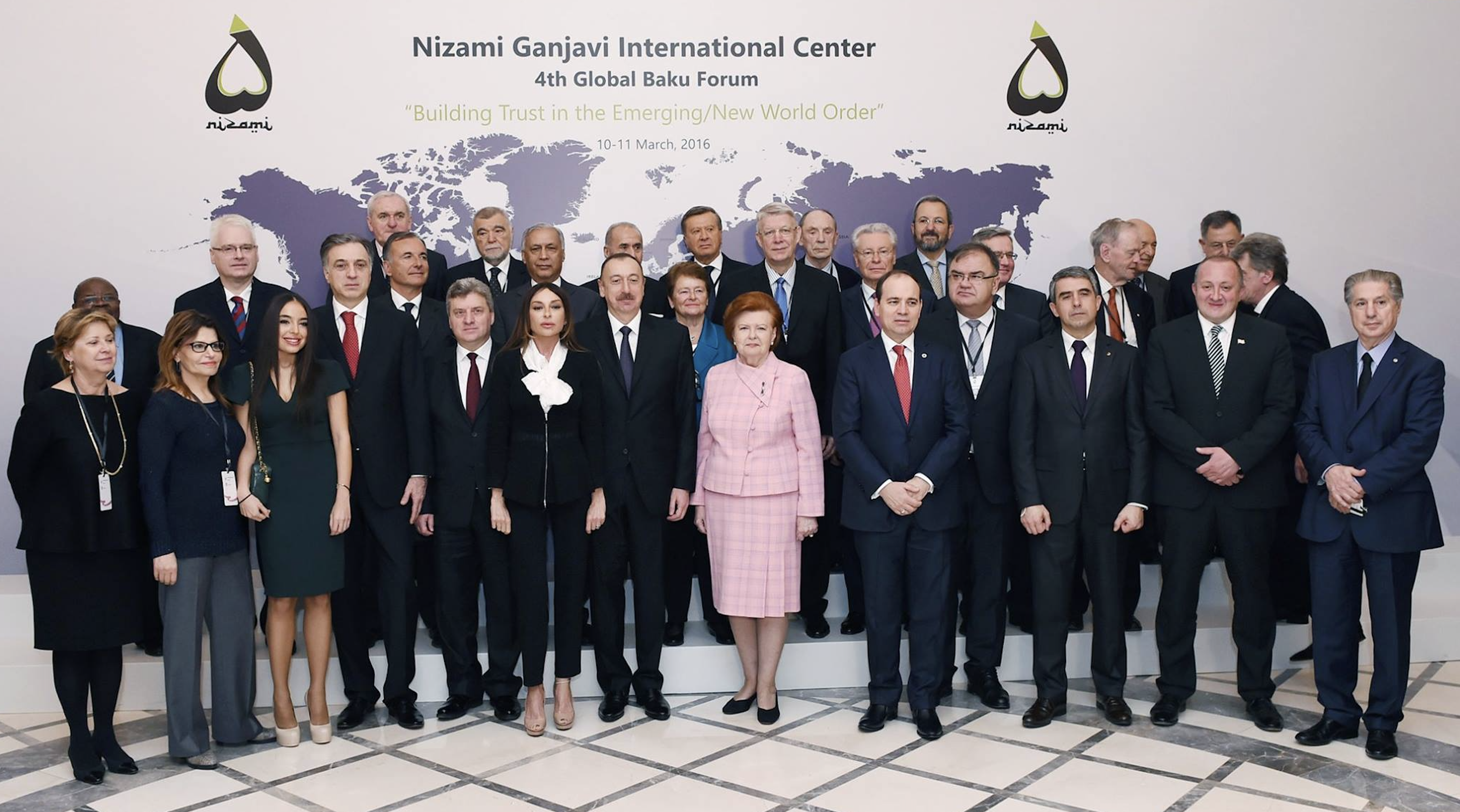
Le IV Forum global de Bakou

Le IV Forum global de Bakou, organisé par le Centre international Nizami Gandjavi avec le soutien du Comité d'Etat chargé de la Diaspora s'est tenu les 10 et 11 mars 2016 à Bakou. Plus de 300 délégués de 53 pays, dont 27 anciens présidents et 23 anciens premiers ministres ont participé au Forum.

## V Forum global de Bakou

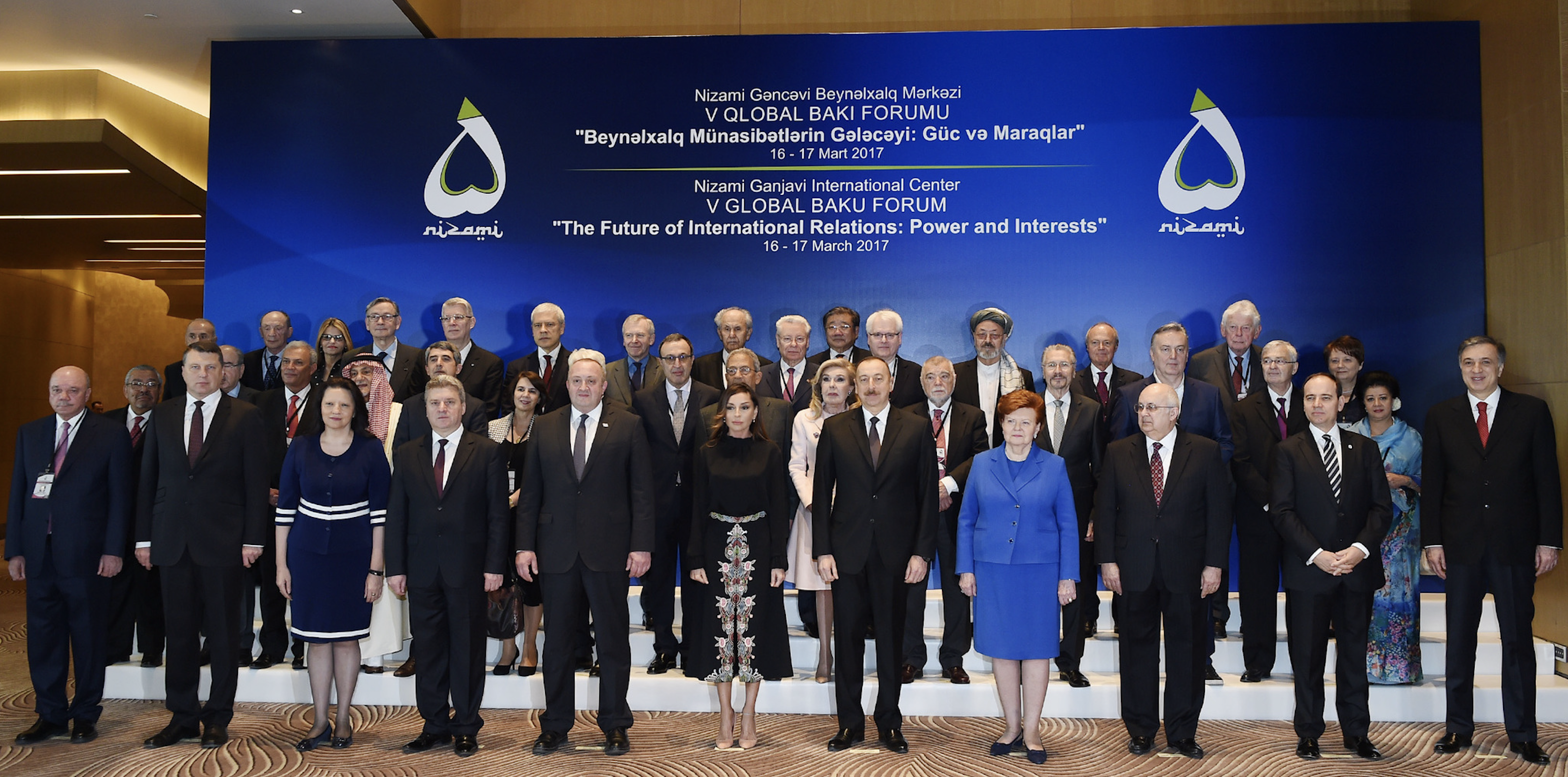
Le V Forum global de Bakou

Le V Forum global de Bakou s'est tenu le 16 mars 2017 à Bakou. Le Forum est consacré au sujet de "L'avenir des relations internationales : forces et intérêts".

## VI Forum global de Bakou

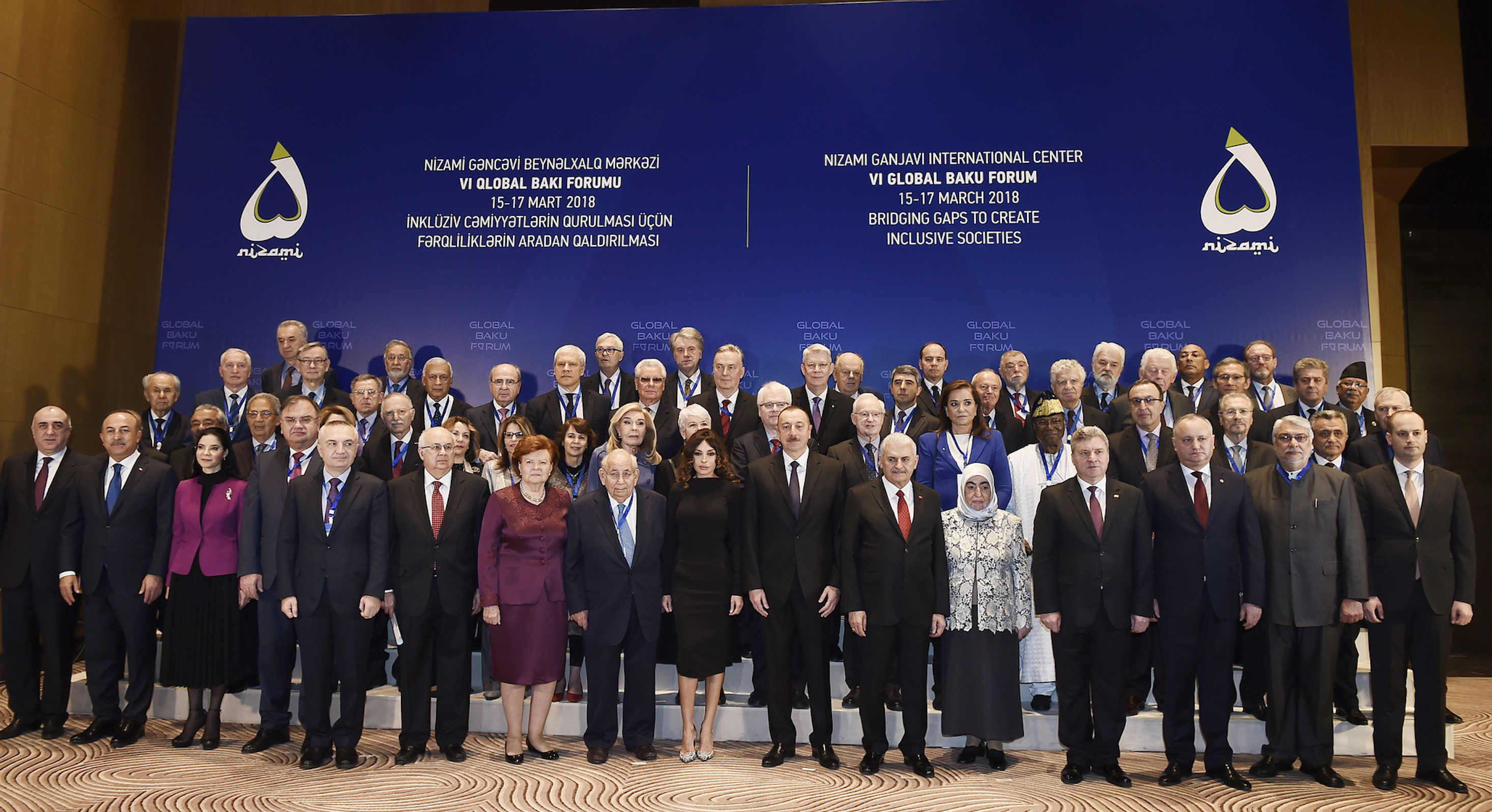
Le VI Forum global de Bakou

Le VI Forum global de Bakou s'est tenu du 15 au 17 mars 2018 à Bakou. Le Forum est consacré au sujet de "Combler le fossé dans la construction de sociétés inclusives". La cérémonie d'ouverture du forum s'est déroulée en présence du président azerbaïdjanais Ilham Aliyev et de la première dame Mehriban Aliyeva. Le forum a duré trois jours. 500 délégués de plus de 50 pays ont participé au Forum.

## VII Forum global de Bakou

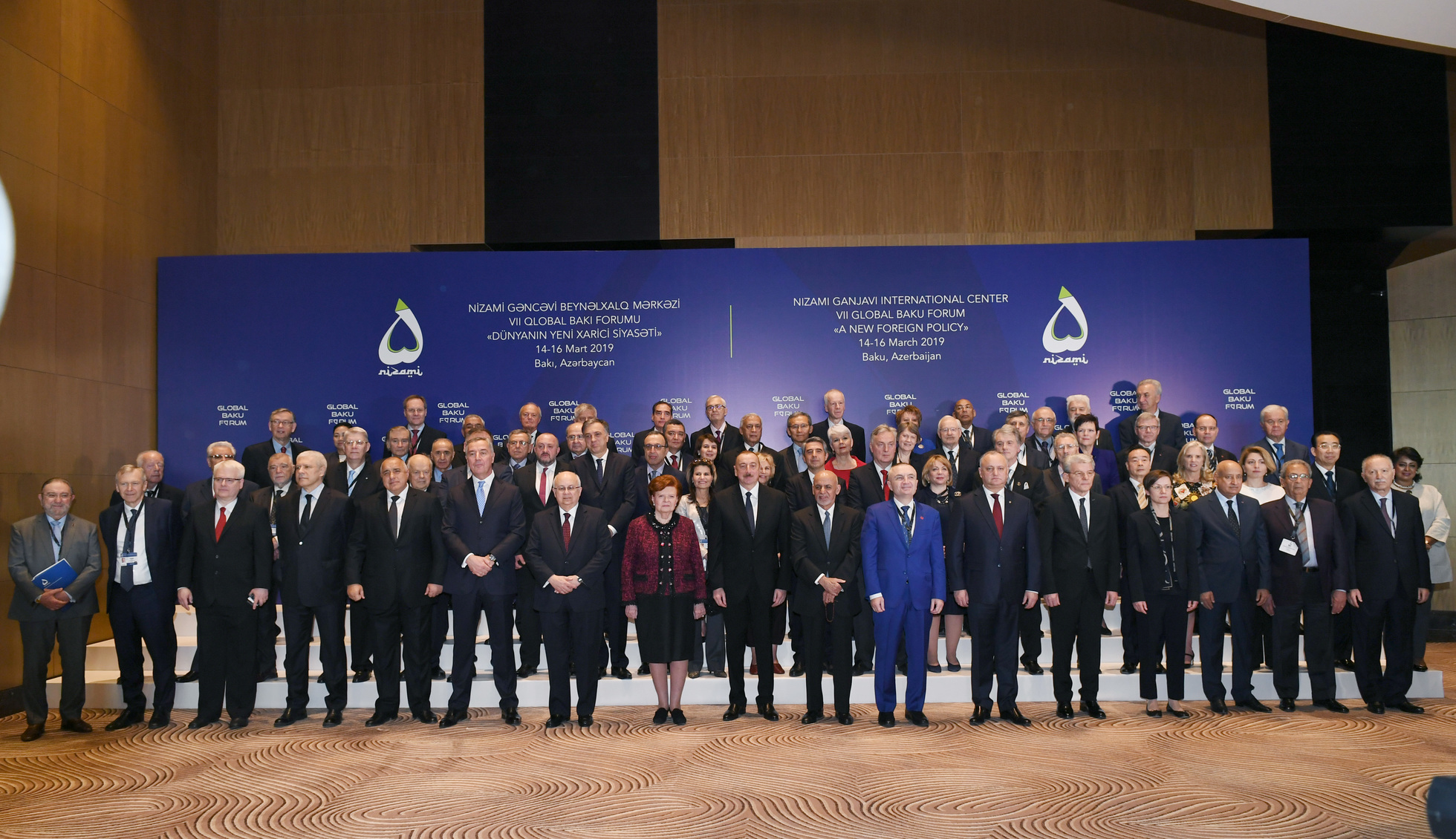
Ilham Aliyev participe à l'ouverture du 7e Forum global de Bakou

Le VII Forum global de Bakou s'est tenu du 14 au 16 mars 2019 à Bakou. Le Forum est consacré au sujet de "La nouvelle politique étrangère du monde". Plus de 500 délégués de 50 pays ont participé au forum.

## VIII Forum global de Bakou
Le VIII Forum global de Bakou, prévu pour 2020, a été reporté en raison de la pandémie de COVID-19.
Le VII Forum global de Bakou s'est tenu du 4 au 6 novembre 2021 à Bakou. Le Forum est consacré au sujet du "monde après COVID-19". 300 invités de marque de plus de 40 pays ont participé au forum.

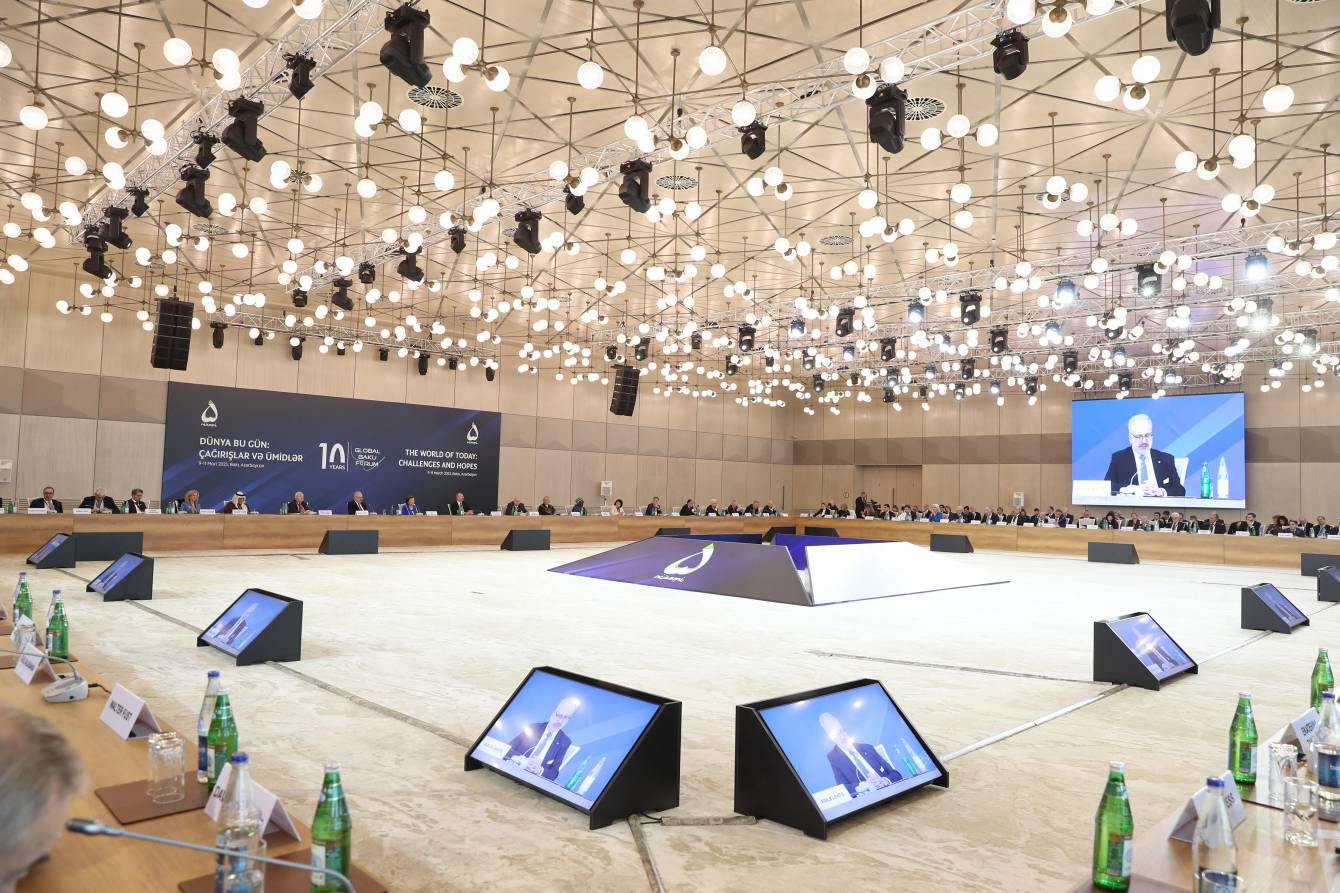
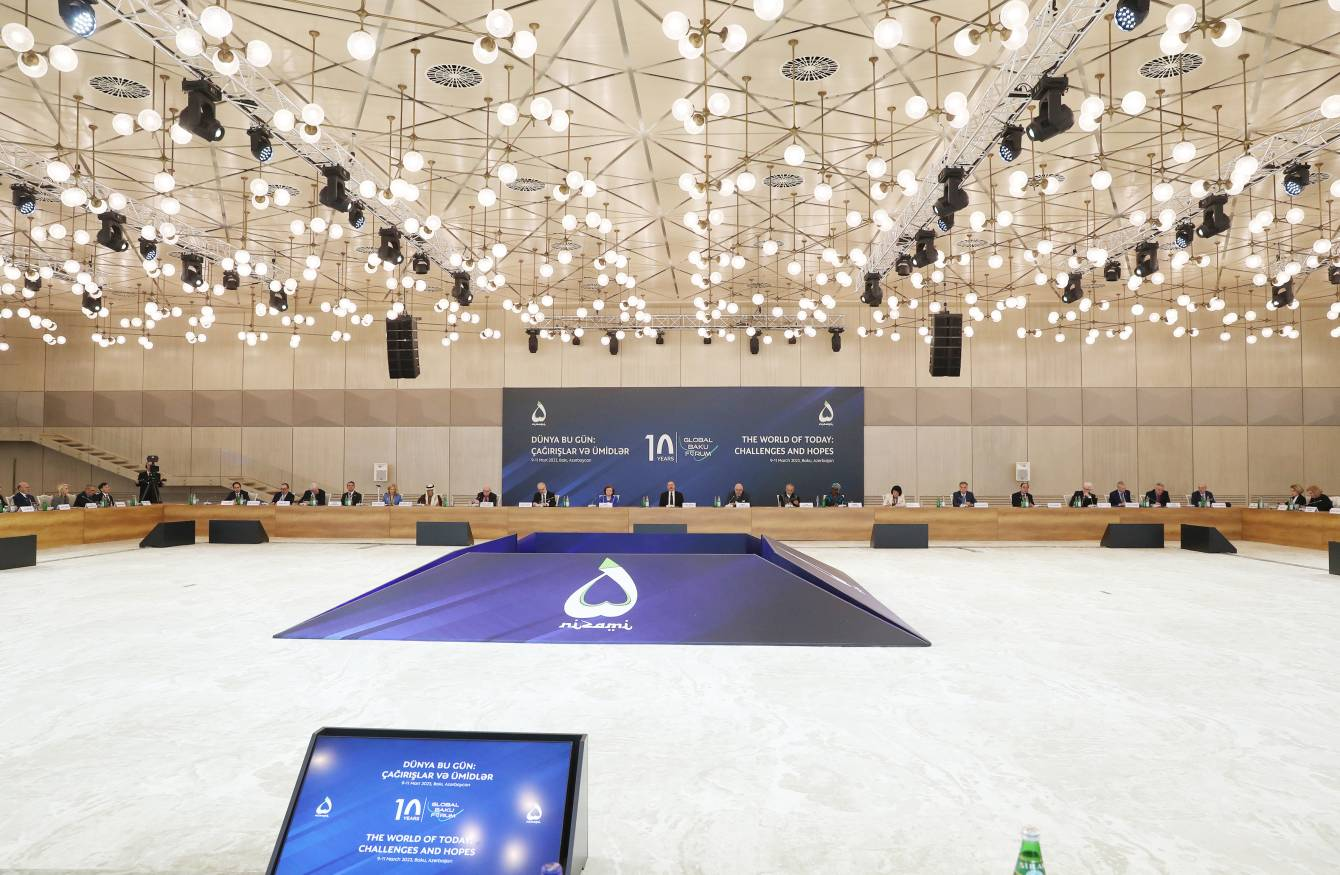